# Labramia louvelii
Labramia louvelii är en tvåhjärtbladig växtart som beskrevs av Aubrev. Labramia louvelii ingår i släktet Labramia och familjen Sapotaceae. Inga underarter finns listade i Catalogue of Life.